# 阿迦汗
阿迦汗，伊斯兰教什叶派伊斯玛仪派的领袖所擁有的頭銜之一。

## 歷史沿革
“阿迦”是土耳其语和波斯语词语，来自古突厥语和蒙古语中的“阿哥”（aqa），即“兄”的意思，而“汗”在突厥和蒙古语中是“王”、“统治者”的意思。
历代阿迦汗都属于一个定居于印度的伊朗裔家族，该家族据信是先知穆罕默德的直系后代，原為伊斯瑪儀派的尼扎里派的領袖家族。十九世紀時期，阿迦汗一世（哈桑·阿里-沙阿）因逃避当时波斯政府的迫害而来到印度，后来成为全世界伊斯马仪派公认的宗教首领。他们也都是在印度有影响的政治家。

## 歷代阿迦汗
到目前为止的历代阿迦汗是：
- 阿迦汗一世，本名为哈桑·阿里-沙阿
- 阿迦汗二世，本名为阿里-沙阿
- 阿迦汗三世，本名为苏丹·穆罕默德-沙阿
- 阿迦汗四世，本名为卡里姆·侯赛因
- 阿迦汗五世，本名为拉希姆·侯赛因

## 延伸閲讀
- "Les Agas Khans", Yann Kerlau, Perrin 2004